# Френд, Роб
Роберт Дуглас Френд (англ. Robert Douglas Friend; родился 23 января 1981 года в Роузтауне, Канада) — канадский футболист, выступавший на позиции нападающего. Известен по выступлениям за немецкий клуб «Боруссия» и сборную Канады.

## Клубная карьера

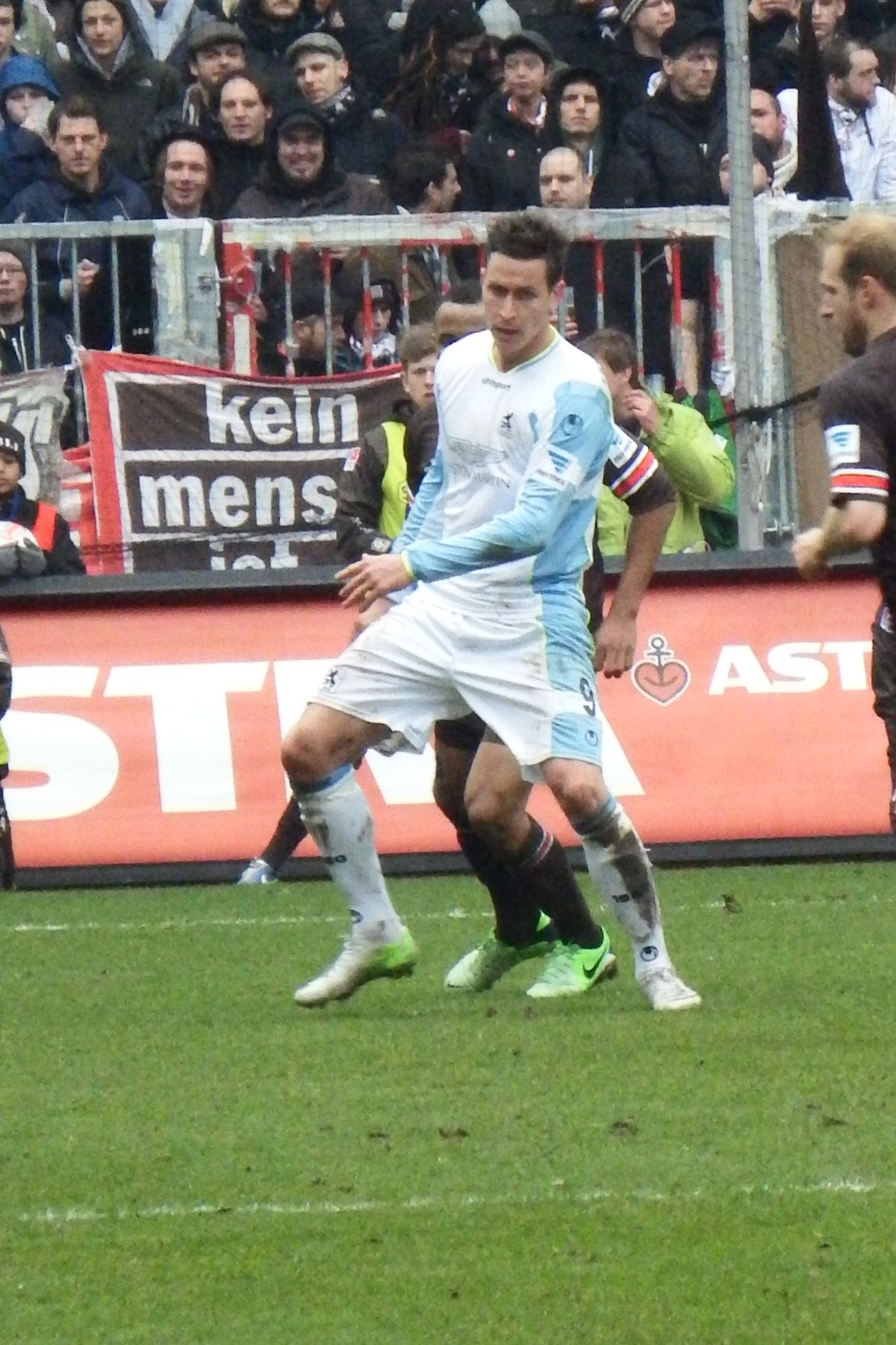
Френд в составе «Мюнхен 1860»

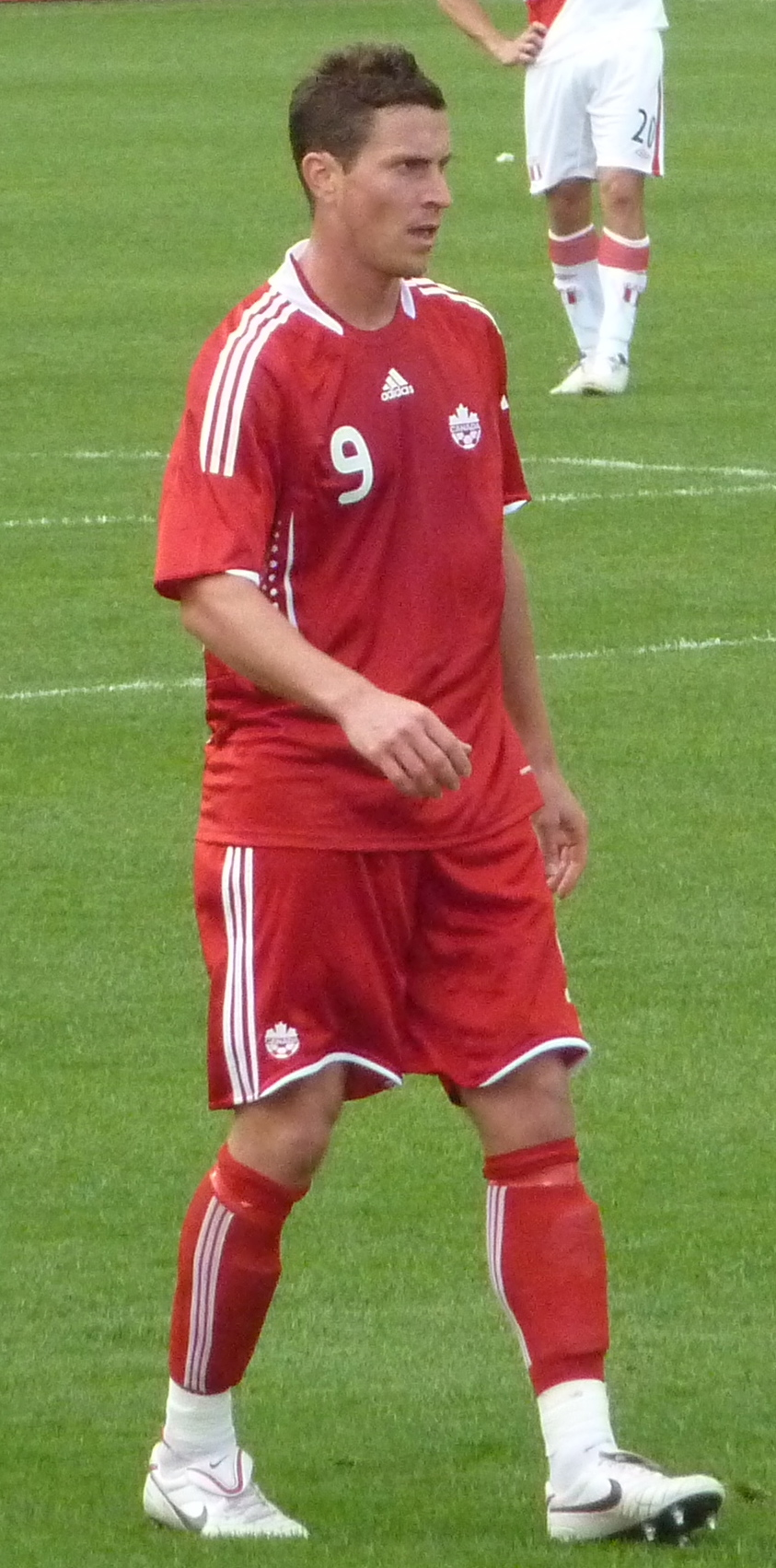
Френд в составе сборной Канады

В детстве Роб занимался волейболом, регби, теннисом и хоккеем. В возрасте 17 лет он начал заниматься футболом. Во время обучения в колледже Френд выступал за футбольную команду учебного заведения. В 2003 году он был выбран на драфте американским клубом «Чикаго Файр», но не сыграв за команду ни минуты перебрался в норвежский «Мосс». В новой команде он вступал со своим земляком Патрисом Бернье. В 2004 году Френд перешёл в «Мольде», в составе которого выиграл Кубок Норвегии.
Летом 2006 года Роб перешёл в нидерландский «Херенвен», подписав контракт на четыре года. Сумма трансфера составила 2 млн. евро. 26 августа в матче против «Виллема II» он забил свой первый гол в Эредивизи. В начале 2007 года Френд на правах аренды перешёл в «Хераклес». 15 апреля в поединке против «Фейеноорда» он сделал «дубль», забив свои первые голы за новую команду.
Летом 2007 года Роб перешёл в мёнхенгладбахскую «Боруссию». Сумма трансфера составила 1,2 млн. евро. 17 сентября в матче против «Эрцгебирге» он забил свой первый гол во Второй Бундеслиге. 26 октября в поединке против «Гройтера» Френд сделал хет-трик. По итогам сезона он помог команде выйти в элиту, а сам занял второе место в списке бомбардиров чемпионата. 17 августа 2008 года в матче против «Штутгарта» Роб дебютировал в Бундеслиге. В этом же поединке он забил свой первый гол в высшем немецком дивизионе.
Летом 2010 года Френд перешёл в берлинскую «Герту». Сумма трансфера составила 1,8 млн. евро. 20 августа в матче против оберхаузенского «Ротт Вайса» он дебютировал за новую команду. 30 августа в поединке против дюссельдорфской «Фортуны» Роб забил свой первый гол за берлинскую команду. По итогам сезона он помог клубу выйти в элиту. Летом 2011 года Френд перешёл в франкфуртский «Айнтрахт». Сумма трансфера составила 250 тыс. евро. 10 сентября в матче против «Энерги» он дебютировал за новую команду. В этом же поединке Роб забил свой первый гол за клуб из Франкфурта-на-Майне. В начале 2013 года он на правах аренды перешёл в «Мюнхен 1860». 4 февраля в матче против «Кайзерслаутерна» Роб дебютировал за «львов». 24 февраля в поединке против брауншвейгского «Айнтрахта» Френд забил свой первый гол за мюнхенскую команду.
В начале 2014 года Роб на правах свободного агента присоединился к «Лос-Анджелес Гэлакси». 9 марта в матче против «Реал Солт-Лейк» он дебютировал в MLS. По итогам сезона Френд стал обладателем Кубка MLS, после чего объявил о завершении карьеры.

## Международная карьера
В 2001 году в составе молодёжной сборной Канады Френд принял участие в молодёжном чемпионате мира в Аргентине.
19 января 2003 года в товарищеском матче против сборной США Роб дебютировал за сборную Канады. 4 сентября 2006 года в поединке против сборной Ямайки он забил свой первый гол за национальную команду.
В 2007 году в составе сборной Роб стал бронзовым призёром Золотого кубка КОНКАКАФ. На турнире он сыграл в матчах против команд Коста-Рики и Гаити.
Летом 2011 года Френд во второй раз принял участие в Золотом кубке КОНКАКАФ. На турнире онпринял участие в матчах против сборных США и Гваделупы.

### Голы за сборную Канады
| #   | Дата            | Место                           | Противник | Счёт | Результат | Соревнование      |
| --- | --------------- | ------------------------------- | --------- | ---- | --------- | ----------------- |
| 01. | 4 сентября 2006 | Клод Робиллар, Монреаль, Канада | Ямайка    | 1:0  | 1:0       | Товарищеский матч |
| 02. | 31 мая 2008     | Сэнчури Линк-филд, Сиэтл, США   | Бразилия  | 1:1  | 2:3       | Товарищеский матч |

## Достижения
Командные
 «Мольде»
- Обладатель Кубка Норвегии — 2005

 «Лос-Анджелес Гэлакси»
- Обладатель Кубка MLS — 2014

Международные
 Канада
- Золотой кубок КОНКАКАФ — 2007